# Artur Fryz
Artur Fryz (ur. 19 września 1963 w Ostrowie Wielkopolskim, zm. 14 listopada 2013 w Kutnie) – polski poeta, dziennikarz, twórca piosenek, animator kultury związany z Kutnem.

## Życiorys
Urodzony w Ostrowie Wielkopolskim, skąd przeniósł się w 1977 na Rzeszowszczyznę. W 1982 zdał maturę w Dębicy, następnie, 1989 ukończył studia na Katolickim Uniwersytecie Lubelskim – filologia polska. W czasie studiów podjął pierwsze poważniejsze próby poetyckie i krytyczne. Ukazały się też wtedy jego pierwsze publikacje.
Redagował dodatek literacki „wertepy” do studenckiego czasopisma „Wielkie Koło”. Zadebiutował jako krytyk literacki w podziemnym piśmie „Notatnik Polityczny”. Zdobył drugą nagrodę na ogólnopolskim konkursie poetyckim „O kwiat kapryfolium” we Wrocławiu.
W roku 1989 przeprowadził się do Kutna. Redagował bądź współredagował czasopisma regionalne, współpracował z płockimi tytułami prasowymi. Brał udział w wielu inicjatywach kulturalnych i edytorskich. Jego wiersze były publikowane w warszawsko-lubelskiej efemerydzie literackiej „De Lirnik”, w lubelskich „Kresach” i sopockim „Toposie”, w „Gazecie Wyborczej” i w miesięczniku „Śląsk”, w czasopiśmie „Znaj”, w łódzkich „Arteriach”, w „Zeszytach Poetyckich” i w wielu antologiach. Tłumaczenia jego wierszy pióra Karola Chmela ukazały się w słowackim czasopiśmie literackim „Fragment”. Zdobywał laury w konkursach poetyckich: m.in. w konkursie im. Stanisława Grochowiaka (Radom), w pierwszym ogólnopolskim konkursie literackim organizowanym w Kutnie, dwukrotnie w płockim konkursie „O liść dębu” (w tym I nagroda) oraz w płockiej „Jesiennej Chryzantemie”, poza tym w wielu innych. Jego książki poetyckie były recenzowane na łamach „Toposu”, „Twórczości”, „Śląska”, „Akantu”, „Migotań Przejaśnień”. Omówienia całości dorobku poetyckiego dokonał Jerzy Suchanek w tekście „Poeta subito” na łamach „Akantu” Nr 1(131) 2008.

## Twórczość i działalność kulturalna
W roku 2001 wydał tom miasto nad bitwą. 24 sonety municypalne. Jego obszerna interpretacja pióra Wojciecha Wencla ukazała się w ogólnopolskim piśmie „Nowe Państwo”. Rok 2002 przynosi tomik przed zamknięciem stanowiący wybór z dotychczasowego dorobku poetyckiego. W roku 2003 wymyślił i współorganizował w ramach Środkowoeuropejskiego Stowarzyszenia Społeczno-Kulturalnego „Środek” wystawę „madonny cicho”, która miała miejsce w Muzeum w Łowiczu w dniach 12 września – 20 października. Na wystawę złożyły się rzeźby Andrzeja Moraczewskiego i plansze z wierszami poety, zawierającymi motyw madonny.
W roku 2005 zorganizował I Festiwal „Złoty Środek Poezji” w Kutnie oraz I Ogólnopolski Konkurs Literacki „Złoty Środek Poezji” na najlepszy poetycki debiut książkowy roku. Odtąd impreza organizowana jest corocznie. W roku 2006 odbył się w Kutnie koncert piosenek autora pt. „Kto w Kutnie nie był...”, którego był współorganizatorem.
Wydany w 2007 roku zbiór wspólne miejsca jego autorstwa zawiera wiersze z lat 2002-2006. W 2010 roku ukazała się jego czwarta książka czytanie z księgi świętego kłapouchego wydana przez Wydawnictwo Kwadratura Łódź. W 2013 roku opublikował zbiór wierszy klatka schodowa kieszeń minotaura wydany przez Muzeum Miasta Ostrowa Wielkopolskiego jako 44 tom serii Biblioteka Ostrowska, redagowanej przez Witolda Banacha.
Był pomysłodawcą i redaktorem wydanej w roku 2011 antologii wierszy współczesnych z motywem podróży Pociąg do poezji. Intercity zawierającej wiersze 63 poetów z 7 krajów europejskich, ilustrowanej fotografiami kolejowymi Tomasza Kuli, wydanej i rozprowadzonej w nakładzie 5000 egzemplarzy. Był pomysłodawcą i redaktorem wydanej w roku 2013 antologii wierszy współczesnych Węzły, sukienki, żagle. Nowa poezja, ojczyzna i dziewczyna, Kutno 2013, zawierającej wiersze 90 poetów z 8 krajów europejskich, ilustrowanej fotografiami Małgorzaty Lebdy, Tomasza Kuli. Kształt edytorski nadała książce Paulina Andryszczak. Pozycja została dofinansowana przez Ministra Kultury i Dziedzictwa Narodowego. Ukazała się w nakładzie 3000 egz.
Publikował recenzje i szkice w dwumiesięczniku literackim „Topos”, przygotowywał do druku cykl wykładów: Z wierszem przez świat. Geografia Polskiej Poezji Współczesnej. Współpracował i koncertował z młodą trash-punkową kapelą SKALP.L.
Organizował w Kutnie spotkania z pisarzami w ramach autorskiego cyklu „Przestrzenie literatury” oraz warsztaty dziennikarskie dla młodzieży z Kutna i okolic. Współzałożyciel Fundacji im. Jana Kochanowskiego, powołanej aktem notarialnym 2 lipca 2013 r.
Dzień po śmierci Artura Fryza, Sławomir Matusz poświęcił poecie wiersz „Nazajutrz”.

## Publikacje
- Miasto nad bitwą. 24 sonety municypalne, Kutno 2001
- Przed zamknięciem, Warszawa 2002
- Wspólne miejsca, Kutno 2007
- Czytanie z księgi świętego kłapouchego, Łódź 2010
- Miasto nad bitwą. 24 sonety municypalne i inne wiersze stąd, Kutno 2010
- Klatka schodowa kieszeń minotaura, Ostrów Wielkopolski 2013